# Agrias biedermanni
Agrias biedermanni är en fjärilsart som beskrevs av Anton Heinrich Fassl 1924. Agrias biedermanni ingår i släktet Agrias och familjen praktfjärilar. Inga underarter finns listade i Catalogue of Life.